# Полуостистая мышца
Полуостистая мышца (лат. musculus semispinalis) является наиболее поверхностной частью поперечно-остистой мышцы. Относится к глубоким мышцам спины.

## Строение
Топографически состоит из трёх частей:
- Полуостистая мышца груди (лат. musculus semispinalis thoracis) располагается между поперечными отростками шести нижних и остистыми семи верхних грудных позвонков. Каждый пучок перебрасывается через 5—7 позвонков.
- Полуостистая мышца шеи (лат. musculus semispinalis cervicis) располагается между поперечными отростками верхних грудных позвонков и остистыми отростками шести нижних шейных позвонков. Пучки мышцы перебрасываются через 2—5 позвонков;
- Полуостистая мышца головы (лат. musculus semispinalis capitis) располагается между поперечными отростками 5 верхних грудных позвонков и 3—4 нижних шейных с одной стороны и выйной площадкой затылочной кости – с другой. Посередине медиальной части мышцы располагается сухожильная перемычка.

## Функция
При сокращении всех пучков разгибает верхние отделы позвоночного столба, а также тянет голову назад, удерживая её в запрокинутом положении. При одностороннем сокращении осуществляет незначительное вращение.